# لبيب شقير
لبيب شقير رئيس مجلس الشعب المصري في الفترة (20 يناير 1969-14مايو 1971) من مواليد منشأة سلطان محافظة المنوفية عين أستاذ الاقتصاد في كلية الحقوق، ثم في كلية الاقتصاد والعلوم السياسية عند إنشائها في 1960. تولى في عهد عبد الناصر ثلاث وزارات في خمس حكومات متتالية من عام 1964م، شغل منصب رئيس مجلس الأمة في 20-1-1969، عين وزيراً للاقتصاد والتجارة الخارجية عام 1964، ووزيراً للتخطيط عام 1966، و وزيراً للتعليم العالي عام 1967، ورئيس المجلس الأعلى للبحث العلمي عام 1967، حصل على ليسانس حقوق القاهرة عام 1947، وحصل على درجة الدكتوراه في العلوم السياسية من جامعة باريس عام 1952، عمل أستاذاً بكلية الحقوق، ومستشاراً بصندوق النقد العربي (مقره البحرين) عام 1982. إشتهر بفكره الإشتراكي، وتولى مناصب قيادية في الاتحاد الإشتراكي العربي في ظل الرئيس عبد الناصر. اتهم ضمن مراكز القوى التي ناوأت الرئيس أنور السادات، وتم إزاحته في 15 مايو 1971.